# Рыжковская
Рыжковская — деревня в Устьянском районе Архангельской области. Входит в состав муниципального образования «Октябрьское».

## География
Деревня расположена в южной части Архангельской области, в таёжной зоне, в пределах северной части Русской равнины, в 18,3 километрах (по автомобильной дороге) на северо-запад от посёлка Октябрьский, на правом берегу реки Устья, притока Ваги. Ближайшие населённые пункты: за западе деревня Анциферовская, на противоположном берегу Устьи, деревня Михайловская.
Часовой пояс
Рыжковская, как и вся Архангельская область, находится в часовой зоне МСК (московское время). Смещение применяемого времени относительно UTC составляет +3:00.

## Население
| 2002 | 2010 | 2012 |
| ---- | ---- | ---- |
| 71   | ↘51  | ↘43  |

## История
Указана в «Списке населённых мест по сведениям 1859 года» в составе 2-го стана Вельского уезда Вологодской губернии под номером «2425» как «Рыжковская». Насчитывала 22 двора, 77 жителей мужского пола и 79 женского.
В материалах оценочно-статистического исследования земель Вельского уезда упомянуто, что в 1900 году в административном отношении деревня входила в состав Рыжковского сельского общества Леонтьевской волости. На момент переписи в селении Рыжково находилось 35 хозяйств, в которых проживало 115 жителей мужского пола и 111 женского.